# Berry Peaks
Berry Peaks är en bergstopp i Antarktis. Den ligger i Västantarktis. Inget land gör anspråk på området. Toppen på Berry Peaks är 642 meter över havet.
Terrängen runt Berry Peaks är varierad, och sluttar norrut. Trakten är obefolkad. Det finns inga samhällen i närheten.